# 帕诺亚什
帕诺亚什是葡萄牙贝雅区的一个堂区。总面积110.35平方公里，总人口634人，人口密度5.7人/平方公里。